# École d'ingénierie de Penn State
 (juin 2022).
Le contenu est difficilement compréhensible vu les erreurs de traduction, qui sont peut-être dues à l'utilisation d'un logiciel de traduction automatique.
 (juin 2022).
 (juin 2022).
La mise en forme du texte ne suit pas les recommandations de Wikipédia : il faut le « wikifier ».
Les points d'amélioration suivants sont les cas les plus fréquents. Le détail des points à revoir est peut-être précisé sur la page de discussion.
- Les titres sont pré-formatés par le logiciel. Ils ne sont ni en capitales, ni en gras.
- Le texte ne doit pas être écrit en capitales (les noms de famille non plus), ni en gras, ni en italique, ni en « petit »…
- Le gras n'est utilisé que pour surligner le titre de l'article dans l'introduction, une seule fois.
- L'italique est rarement utilisé : mots en langue étrangère, titres d'œuvres, noms de bateaux, etc.
- Les citations ne sont pas en italique mais en corps de texte normal. Elles sont entourées par des guillemets français : « et ».
- Les listes à puces sont à éviter, des paragraphes rédigés étant largement préférés. Les tableaux sont à réserver à la présentation de données structurées (résultats, etc.).
- Les appels de note de bas de page (petits chiffres en exposant, introduits par l'outil «  Source ») sont à placer entre la fin de phrase et le point final[comme ça].
- Les liens internes (vers d'autres articles de Wikipédia) sont à choisir avec parcimonie. Créez des liens vers des articles approfondissant le sujet. Les termes génériques sans rapport avec le sujet sont à éviter, ainsi que les répétitions de liens vers un même terme.
- Les liens externes sont à placer uniquement dans une section « Liens externes », à la fin de l'article. Ces liens sont à choisir avec parcimonie suivant les règles définies. Si un lien sert de source à l'article, son insertion dans le texte est à faire par les notes de bas de page.
- La présentation des références doit suivre les conventions bibliographiques. Il est recommandé d'utiliser les modèles {{Ouvrage}}, {{Chapitre}}, {{Article}}, {{Lien web}} et/ou {{Bibliographie}}. Le mode d'édition visuel peut mettre en forme automatiquement les références.
- Insérer une infobox (cadre d'informations à droite) n'est pas obligatoire pour parachever la mise en page.

Pour une aide détaillée, merci de consulter Aide:Wikification.
Si vous pensez que ces points ont été résolus, vous pouvez retirer ce bandeau et améliorer la mise en forme d'un autre article.
Le Penn State College of Engineering est une école d'ingénieurs de l'université d'État de Pennsylvanie dont le siège est situé sur le campus de l'University Park en Pennsylvanie.
Elle a été créée en 1896 sous la direction de George W. Atherton. Aujourd'hui, le Penn State College of Engineering est l'une des principales écoles d'ingénieurs aux États-Unis. Elle dispose de 13 départements universitaires et programmes d'études, reçoit plus de 11 000 étudiants de premier cycle et des cycles supérieurs (8 166 sur le campus de University Park et 3 059 sur d'autres campus) et présente des dépenses en recherche de 124 millions de dollars pour l'année universitaire 2016-2017.
Au moins un ingénieur sur cinquante aux États-Unis a obtenu son baccalauréat de Penn State. Justin Schwartz occupe actuellement le poste de doyen du département Harold et Inge Marcus.

## Histoire

### Les premières années: 1855 – 1895
En 1854, la législature de Pennsylvanie accorde une charte à The Farmers' High School dont le but, selon le catalogue de 1859, était « d'adopter un système d'enseignement qui embrassera […] les départements de toutes les sciences qui ont une incidence pratique ou théorique sur l'agriculture », et la charte révisée du 22 février 1855 devient le jour officiel de la fondation du futur Penn State. La construction du bâtiment principal sur 200 acres dans le comté de Centre grâce à un crédit législatif de $25 000, une promesse supplémentaire de $25 000, ainsi que des fonds collectés par souscription publique et don privé. La première promotion de 69 étudiants est admise en février 1859.

#### Création par Pugh d'une fondation d'ingénierie
Evan Pugh, doctorant de l'université de Göttingen, est nommé directeur de la Farmer's High School en 1860. Il souhaite développer le lycée agricole en centre d'éducation pluridisciplinaire comprenant entre autres l'ingénierie, les arts industriels, l'arpentage et la menuiserie. Les écoles d'alors sont souvent spécialisées dans une discipline, et l'ingénierie est souvent traitée comme un tronc commun. mais Pugh souhaite développer l'approche pluridisciplinaire et faire de l'ingénierie une discipline d'excellence pour répondre aux besoins de développement dans les nouveaux territoires américains. Au moment de la nomination de Pugh, moins de 12 universités offraient des programmes de baccalauréat en génie et produisaient moins de 200 diplômés combinés. Alors que la plupart des programmes d'ingénierie se concentrent presque exclusivement sur le développement de compétences en génie civil (canaux, chemins de fer, ponts), Pugh vise le développement de la formation en cours d'emploi.
Les Morrill Land-Grant Acts de juillet 1862 permettent à Pugh d'obtenir une concession foncière en léguant à une institution 30 000 acres pour chaque sénateur et représentant de l'État de l'institution ; ce terrain devait ensuite être vendu, et les bénéfices de la vente - qui pouvaient prendre des mois ou des années pour être pleinement réalisés - seraient alors utilisés pour financer des collèges avec des programmes de quatre ans. Pugh a joué un rôle déterminant dans la sécurisation de l'école comme seul bénéficiaire de tous les revenus des concessions de terres en 1863, bien que sa mort prématurée de la typhoïde en avril 1864 ait retardé sa vision de l'éducation industrielle de plusieurs décennies.

#### Développement du programme d'arts mécaniques
William H. Allen, précédemment professeur de chimie et d'histoire naturelle au Dickinson College, remplace Pugh en 1864. Il montre peu d'intérêt pour l'élargissement du programme et se concentre sur les défis politiques auxquels l'université était confrontée à l'époque : plus précisément, une dette de 50 000 $ (découlant, en partie, de l'incapacité de l'université à disposer des 780 000 acres de terrain certificat accordé par le Morrill Act) et les efforts de lobbying d'autres collèges de Pennsylvanie contestant la désignation de l'université comme seule institution de concession de terres du Commonwealth. Les efforts de lobbying (et le projet de loi de redistribution qui en a résulté) sont vaincus en 1865, mais laissent l'université dans un état financier si désastreux que des obligations hypothécaires de 80 000 $ sont émises, en même temps pour rembourser la dette et pour établir un fonds de roulement.
Le premier vrai champion des arts mécaniques à Penn State fut John Fraser, nommé professeur de mathématiques en 1865 et président de l'université en 1866 après la démission d'Allen. Le temps de Fraser dans l'armée de l'Union lui a bien servi à Penn State, devenant le premier maître de conférences de l'école en tactique militaire, et l'exercice militaire a remplacé le travail agricole pour les étudiants. Fraser visait à développer la vision de Pugh, et les quatre premiers cours ajoutés pour l'année universitaire 1868-1869 étaient les sciences générales, la littérature, le génie mécanique et civil, et la métallurgie, la minéralogie et l'exploitation minière. Chacun était un programme de quatre ans menant à un baccalauréat ès sciences. La baisse des effectifs de l'époque – 145 élèves en 1864-1865, 114 en 1866, 82 en 1867 et 30 en 1868, aucune promotion n'étant diplômée en 1867 – conduit à une approche prudente de l'élargissement du programme : le catalogue des l'année universitaire 1868-1869 mentionnait le génie mécanique et civil, mais les administrateurs n'engageaient pas de professeurs pour dispenser l'enseignement. Après la démission de Fraser en mars 1868, les administrateurs ont dissous les nouveaux programmes et réduit le nombre total de professeurs à quatre (dont deux ont finalement démissionné), et l'université a fait face à un grave manque de confiance du public dans la stabilité de l'institution.
Fraser a été remplacé par Thomas H. Burrowes, qui a estimé que les intentions de la loi Morrill s'amélioreraient, servies par la configuration originale du lycée des agriculteurs. Burrowes a rétabli le travail manuel et a offert un seul programme d'études. Dans le système Burrowes, le cours d'agriculture était obligatoire et les étudiants recevaient un baccalauréat en agriculture scientifique après trois ans d'études. La quatrième année (facultative) était le cours scientifique, destiné aux « ingénieurs civils, mécaniciens généraux, etc. ». et menant à un baccalauréat ès sciences ; malgré son nom, le cours scientifique comprenait peu d'enseignement formel en ingénierie et aucune faculté d'ingénierie n'a été embauchée. Une cinquième année (également facultative) était connue sous le nom de cours littéraire, qui reflétait étroitement le format traditionnel d'une éducation classique et aboutissait à un baccalauréat ès arts. Le programme à forte intensité agricole a eu un impact minimal sur les inscriptions : l'année universitaire 1870-1871 a vu 59 étudiants inscrits, dont 52 en première ou deuxième année d'études. Le fait que l'agriculture était insuffisante pour soutenir un collège entier a été vécu par de nombreuses institutions de concession de terre, et le défi d'incorporer une réforme des programmes non agricoles a été exacerbé par l'indifférence générale de la législature de Pennsylvanie contre les institutions de concession de terre dans leur ensemble.On a estimé que, comme l'école était un instrument du Commonwealth, elle devrait être soutenue par des crédits réguliers de l'État ; cependant, la critique de la réforme des programmes a souvent été reçue de Harrisburg, mais pas l'argent nécessaire pour la promulguer.Le fardeau financier de l'administration d'Allen continua et Burrowes mourut d'exposition (à la suite d'une sortie en montagne avec des étudiants) en février 1871 sans voir son format à trois cours mis en œuvre.

#### L'ère Calder
Le révérend James Calder a été élu cinquième président de Penn State en 1871. Calder a éliminé le système de trois cours proposé par Burrowes et a rétabli le programme de quatre ans et a estimé que la loi Morrill envisageait plus qu'une simple instruction formelle en agriculture, réincorporant plusieurs éléments des institutions classiques orthodoxes. L'université a commencé à offrir des diplômes de baccalauréat non agricoles et a adopté le nom de Pennsylvania State College en 1874 pour refléter le programme élargi. Aucune disposition n'a été prise pour les arts mécaniques, sauf pour la façon dont ils se rapportent à l'agriculture et aux cours scientifiques. Des démonstrations de routine sur le terrain de divers outils agricoles ont commencé à être intégrées au programme d'études, et les cours de génie civil n'étaient offerts qu'à un niveau élevé; les laboratoires et les stages étaient inexistants, car les « applications des connaissances » disponibles dans les entreprises locales (par exemple les usines textiles, les usines de gaz et d'eau et les mines de charbon) étaient jugées suffisantes. Pendant ce temps, les collèges et universités à travers le pays avec des départements d'ingénierie dédiés sont passés à 70 en 1872 - dont plus de la moitié étaient des dotations en terres - et Penn State a continué à prendre du retard en raison de l'insistance à imiter les institutions classiques. Les recettes de la vente de certificats fonciers ont été converties en une obligation portant intérêt en 1872, ce qui a conduit (entre autres) à l'abolition des frais de scolarité en 1874: les étudiants se sont plutôt vu facturer des frais annuels fixes de 20 $ pour le carburant, l'éclairage et le service de conciergerie. Seuls 14 étudiants ont obtenu leur diplôme entre 1875 et 1877, et le mécontentement à l'égard de l'administration de Calder parmi les administrateurs, les professeurs et la législature a conduit à sa démission en 1879.

#### Shortlidge et l'interrègne McKee
Joseph Shortlidge a succédé à Calder en 1880, et son premier acte a été d'offenser les administrateurs, les professeurs, les étudiants et le grand public avec son discours au début des exercices en juillet 1880. L'administration Shortlidge a vu la formation du comité Wickersham, formé pour aider à la réforme massive nécessaire pour aider le collège à répondre aux besoins de l'État le plus industrialisé du pays. Selon les propres mots de Shortlidge, « en tant que collège industriel, nous sommes un échec » ; cependant, le panel de trois professeurs était composé de professeurs qui, selon Shortlidge, seraient tièdes pour la réorganisation. L'exception s'est avérée être Thornton Osmond, professeur de physique, qui a lancé sa propre étude de réorganisation non officielle - avec le soutien de professeurs et d'administrateurs sympathiques - en raison de la lenteur du comité de Wickersham et de la position enracinée de l'autre faculté du panel de Shortlidge. L'existence même du "comité" d'Osmond a démontré à quel point les relations entre le président et la faculté étaient devenues tendues, et Shortlidge a présenté sa démission en 1881 "formulée en termes si offensants [...] que les [administrateurs] l'ont acceptée immédiatement. ”
Les recommandations d'Osmond ont été présentées – et presque immédiatement acceptées par – le président par intérim James Y. McKee. Le programme proposé comprendrait six filières d'études : deux "générales" (héritages scientifiques et classiques de Calder), quatre "techniques" (agriculture, histoire naturelle, chimie, physique et génie civil) et des stages en arts mécaniques. Cette proposition a été acceptée par les administrateurs, qui ont nommé Louis A. Barnard, un ingénieur civil très expérimenté, à la tête du département de génie civil. Les administrateurs étaient si confiants dans les recommandations d'Osmond et dans leur acceptation par McKee qu'ils ont demandé à l'Assemblée générale d'enquêter sur les affaires du collège, estimant que l'enquête justifierait les efforts de réorganisation et attirerait plus d'étudiants. Lors de sa publication en février 1882, le rapport non seulement, justifiait les efforts de réorganisation, mais exhortait également la législature de Pennsylvanie à accorder des « crédits périodiques et généreux » à Penn State : « […] l'État devrait lui accorder les soins d'accueil nécessaires en faire non seulement un objet de juste fierté, mais une source de bienfaits incommensurables pour nos fils et nos filles.”

#### Atherton et la naissance de l'école d'ingénieurs
La nomination de George Atherton au poste de président en 1882 a créé une ère de stabilité et de croissance extraordinaires pour Penn State. La priorité absolue a été donnée à l'élargissement du programme d'ingénierie et Atherton a immédiatement approuvé une dépense d'équipement de 3 000 $ pour les stages et les séances de laboratoire. Atherton était fermement convaincu que Penn State devrait être une institution d'ingénierie et industrielle, plutôt qu'une institution classique, et que les classiques ne devraient pas être un «objet principal» dans un programme universitaire. La conclusion logique en était que les arts mécaniques devaient également être mis sur un pied d'égalité avec l'agriculture, compte tenu de l'industrialisation rapide de la nation. Tous les étudiants ont désormais suivi des cours identiques durant leurs années de première et de deuxième année, avec une spécialisation en ingénierie réservée à leurs années junior et senior.
De plus, des cours de courte durée (trois en agriculture, un en chimie, un en exploitation minière et un en mécanique élémentaire) ont commencé à être offerts, sans conditions d'admission ou de diplôme.
Malgré les améliorations apportées au programme de génie civil, Atherton savait qu'une évolution supplémentaire était nécessaire. À cette fin, il a mis au défi Louis Reber, professeur de mathématiques, de fréquenter le MIT pour des études supérieures en génie mécanique - et d'accorder une attention particulière aux processus et procédures utilisés pour la formation en ingénierie - afin de développer le programme d'arts mécaniques de Penn State sur deux ans. dans un programme d'études en génie mécanique de quatre ans. Reber a relevé le défi et a également étudié les méthodes de formation en ingénierie utilisées au Worcester Polytechnic Institute, au Stevens Institute of Technology, à l'université Washington de Saint-Louis et à l'université du Minnesota pour établir une base de référence pour le programme de Penn State, qui à l'époque consistait du dessin mécanique, du travail du bois et de la menuiserie. Reber supervisa également l'installation d'une forge et d'une fonderie et, en 1884, demanda 3 500 $ pour construire un nouveau bâtiment uniquement consacré aux arts mécaniques ; Atherton a immédiatement approuvé la demande de Reber et le bâtiment résultant était la première structure érigée pour les buts purement académiques. La machinerie et l'équipement du bâtiment ont été achetés à prix réduit auprès de fabricants d'équipement en fonction du potentiel publicitaire et de la bonne volonté inhérente à l'étiquetage des articles « à des fins éducatives ». ”
En plus de fournir des instructions, le département de génie mécanique dirigeait également la station de pompage, la centrale de chauffage à vapeur et (à partir de 1887) la machine à vapeur de cinquante chevaux et le générateur utilisés pour alimenter l'éclairage à incandescence du campus. Les étudiants ont ainsi acquis une expérience pratique via les tâches nécessaires à la gestion et à l'entretien de ces machines. La création du programme de génie mécanique a séparé les étudiants en filières « générales » et « techniques » (pas tout à fait différentes de l'enseignement général moderne et des exigences d'enseignement spécifiques à la majeure), et le programme comportait ce qui est maintenant considéré comme des cours « typiques » en sciences. et mathématiques, ainsi que plusieurs stages (un pour chaque trimestre d'automne, d'hiver et de printemps) pour développer des compétences telles que le dessin, la fabrication de modèles, l'arpentage, la chimie, la mécanique, le forgeage et la construction de machines.
Thornton Osmond a également émis des recommandations pour que le génie électrique soit séparé dans son propre domaine (il résidait auparavant dans le département de physique); Atherton a approuvé cette demande et le Département de physique et d'électrotechnique a été créé en 1887 pour explorer les applications pratiques de l'électricité. Les programmes d'études d'ingénierie révisés sont populaires : sur les 92 étudiants inscrits pour l'année universitaire 1887-1888, plus de 35 % sont en génie (18 mécaniques, 15 civils). L'année suivante, les inscriptions sont passées à 113, dont 42% en génie (22 mécaniques, 17 civils, 9 électriques).
La popularité croissante des programmes d'ingénierie a également nécessité une croissance physique du campus. En 1891, 100 000 $ sont alloués pour la construction d'un édifice entièrement consacré au génie. Ce bâtiment, nommé Main Engineering, a été inauguré le 22 février 1893, la majeure partie du discours d'inauguration étant axée sur l'importance d'une formation en ingénierie pour la prospérité et le progrès nationaux. Des machines supplémentaires, y compris la machine à vapeur à triple expansion Allis-Chalmers (largement modifiée pour l'instruction et l'expérimentation en laboratoire), ont été achetées et installées.Le programme d'ingénierie a continué d'élargir ses offres: en 1893, les administrateurs ont approuvé l'ajout d'un cours d'ingénierie minière, avec Magnus C. Ihlseng (anciennement de la Colorado School of Mines) nommé professeur et chef de département. Le génie électrique s'est entièrement séparé de la physique et de l'électrotechnique, devenant son propre département dirigé par John Price Jackson - qui, à 24 ans, est de loin le plus jeune chef de département du campus. En 1890, Main Engineering abritait quatre départements d'ingénierie (civil, mécanique, minier et électrique) dans un espace initialement prévu pour deux. L'augmentation des inscriptions est restée incessante : durant l'année universitaire 1890-1891, il y avait 127 étudiants de premier cycle, dont 73 en génie (37 civils, 19 mécaniques, 17 électrotechniques) ; en 1893, ce nombre était passé à 181 étudiants, 128 en génie (57 électriques, 44 mécaniques, 18 civils, 9 miniers). Inutile de dire que la surpopulation est devenue problématique.
Des extensions de cours étaient également en cours. Le département de génie civil a commencé à inclure un enseignement en génie sanitaire et hydraulique ; cependant, les étudiants n'avaient toujours pas la possibilité de se spécialiser dans une facette spécifique de la profession souhaitée en dehors du travail de laboratoire et de thèse. En 1894, une nouvelle exigence du programme a été ajoutée: tous les étudiants de première année, étudiants en deuxième année et étudiants en génie subalternes devaient suivre un cours d'été de deux semaines pour acquérir une expérience sur le terrain via des visites de mines de charbon, d'ateliers de chemin de fer, de fonderies, de centrales électriques et d'entreprises similaires. Cela a marqué la première offre d'une session d'été dans l'histoire de Penn State.
La demande croissante a conduit à la formation de sept écoles dans l'État de Penn. Le deuxième Morrill Act (1890) a accordé à chaque institution de concession de terres 15 000 dollars, qui ont augmenté à un taux de 1 000 dollars par an (jusqu'à un maximum de 25 000 dollars), à investir dans l'enseignement de l'agriculture, des arts mécaniques, etc. leurs applications dans l'industrie de la vie. ” L'ingénierie a absorbé la majeure partie de la formation au détriment de l'élaboration de programmes d'études non techniques. Atherton est resté convaincu que le collège devrait augmenter l'enseignement des études libérales pour tous les étudiants, pour devenir «[des hommes] de culture large et de bons citoyens[s]. ” À cette fin, la création des sept écoles visait à éliminer la duplication de l'enseignement et des ressources tout en encourageant et en facilitant la coopération entre les départements concernés. Peut-être plus important encore, cela a également déplacé le fardeau de l'administration du bureau du président vers les doyens. Louis Reber est devenu le premier doyen de l'école d'ingénieurs, qui exerçait l'autorité sur les départements de génie civil, mécanique et électrique. Le programme d'études en génie minier constituait le noyau de l'École des mines, avec Magnus Ihlseng nommé doyen.

## Conseil des élèves
Le corps étudiant de l''école d'ingénieurs est relativement important, avec un total de 8 166 étudiants de premier cycle et 1 441 étudiants diplômés inscrits à University Park au début du semestre d'automne 2016. La taille moyenne des classes pour les cours des majeures en génie est de 25 étudiants, et les étudiants en génie représentent 21% du nombre total d'étudiants du Schreyer Honors College.
Le score SAT moyen des candidats acceptés est de 1450 sur le 1600 SAT ou de 2086 sur le 2400 SAT. Le GPA moyen des candidats est de 3.6. Pour l'année universitaire 2015-2016, le collège a décerné 1 712 diplômes de premier cycle et 471 diplômes d'études supérieures dans les disciplines du génie.

## Classements académiques et diplômes offerts
Le Penn State College of Engineering propose des diplômes de licence (BS), de maîtrise (MS) et de doctorat (Ph.D.) dans plusieurs majeures. Des diplômes de maîtrise en ingénierie (M.Ing.) sont proposés dans certaines matières comme diplôme professionnel. Toutes les majeures énumérées ci-dessous offrent des diplômes de licence pour leurs programmes de premier cycle. Les diplômes de MS offerts nécessitent généralement des travaux de recherche aboutissant à une thèse (MS traditionnel), bien que certains départements offrent une option MS sans thèse. Plusieurs options de certificat sont également proposées, notamment l'ingénierie et l'engagement communautaire, conception technique, logement, ingénierie internationale, nanotechnologie, et l'ingénierie des systèmes spatiaux.
Certaines majeures (telles que l'ingénierie topographique et plusieurs disciplines de la technologie de l'ingénierie[Quoi ?]) ne sont proposées que sur les campus du Commonwealth de Penn State, tandis que d'autres disciplines (telles que l'ingénierie des systèmes environnementaux, la science et l'ingénierie des matériaux, l'ingénierie minière et l'ingénierie du pétrole et du gaz naturel) sont proposées via le Collège des Sciences de la Terre et des Minéraux.
Les départements de science et génie des matériaux, génie minier, génie du pétrole et du gaz naturel, génie des systèmes environnementaux et génie énergétique relèvent du Collège des sciences de la terre et des minéraux. Le Département de science et génie des matériaux est classé n ° 10 au niveau national et le programme de génie pétrolier est classé n ° 4 au niveau national.
Les classements les plus récents des programmes d'ingénierie de premier cycle de Penn State sont, :
| Spécialité                                                    | Classement 2018 |
| ------------------------------------------------------------- | --------------- |
| Ingénierie aérospatiale / aéronautique / astronautique        | 15              |
| Génie architectural                                           | Non classé      |
| Génie Biologique / Agricole                                   | 9               |
| Génie biomédical                                              | Non classé      |
| Ingénieur chimiste                                            | 17              |
| Travaux publics                                               | 14              |
| Ingénierie informatique                                       | Non classé      |
| L'informatique                                                | Non classé      |
| Génie électrique / électronique / communications              | Non classé      |
| Science de l'ingénieur                                        | Non classé      |
| Génie de l'environnement / Génie de la santé environnementale | 13              |
| Ingénierie industrielle /de fabrication                       | sept            |
| Ingénieurie des matériaux                                     | dix             |
| Génie mécanique                                               | 14              |
| Ingénierie nucléaire                                          | Non classé      |

Les classements les plus récents pour les programmes d'ingénierie diplômés de Penn State sont :
| Spécialité                                                   | Classement 2019 | Diplômes offerts            |
| ------------------------------------------------------------ | --------------- | --------------------------- |
| Acoustique                                                   | 1               | M.Ing., MS, Ph.D.           |
| Ingénierie aérospatiale / aéronautique / astronautique       | 15              | M. Ing. MS, Ph.D.           |
| Génie architectural                                          | Non classé      | M.Ing., MS, Ph.D.           |
| Génie biologique/agricole                                    | 8               | MS, Ph.D.                   |
| Génie biomédical / Bioingénierie                             | 31              | MS, Ph.D., MD /Ph.D.        |
| Ingénieur chimiste                                           | 24              | MS, Ph.D.                   |
| Travaux publics                                              | 17              | M.Ing., MS, Ph.D.           |
| Ingénierie informatique                                      | 26              | M.Ing., MS, Ph.D.           |
| Génie électrique/électronique/communications                 | 30              | M.Ing., MS, Ph.D.           |
| Ingénierie de l'environnement / de la santé environnementale | 17              | M.Ing., MS, Ph.D.           |
| Ingénierie industrielle/fabrication/systèmes                 | sept            | M.Ing., MS, Ph.D.           |
| Ingénieurie des matériaux                                    | 12              | M.Ing., MS, Ph.D., MD/Ph.D. |
| Génie mécanique                                              | 16              | M.Ing., MS, Ph.D.           |
| Ingénierie nucléaire                                         | 9               | M.Ing., MS, Ph.D.           |

L'école d'ingénieurs est également très bien classé au niveau du programme,,,, :
| Source                                  | Monde | Etats-Unis | Publics américains |
| --------------------------------------- | ----- | ---------- | ------------------ |
| U.S. News & World Report: Undergraduate |       | 20         | 19                 |
| U.S. News & World Report: Graduate      |       | 33         | 20                 |
| Times Higher Ed                         | 54    | 22         | 12                 |
| Shanghaï                                | 58    | 23         | 15                 |
| QS                                      | 111   | 22         | 11                 |
| Average                                 | 74    | 22         | 13                 |

### Salaires de départ par major et retour sur investissement
Les salaires de départ moyens des diplômés titulaires d'un baccalauréat de l'école d'ingénieurs varient d'environ 57 000 $ à plus de 83 000 $, selon la majeure, les diplômés du baccalauréat de plusieurs majeures gagnant un salaire médian de plus de 60 000 $. Le collège est classé n ° 19 en termes de meilleur retour sur investissement, avec un retour sur investissement net moyen sur trente ans de 789 300 $.

## Laboratoires et centres de recherche
En plus de la recherche intra-départementale, les professeurs et les étudiants du Penn State College of Engineering mènent également des recherches dans des centres de recherche interdisciplinaires et des instituts de recherche interdisciplinaires, :

### Unités de recherche interdisciplinaires
- Laboratoire de recherche appliquée (ARL) : un centre de recherche affilié à l'université de la marine américaine désigné par le DOD et la plus grande unité de recherche de l'université
- Battery and Energy Storage Technology Center (BEST) : spécialisé dans le domaine de recherche émergent du stockage de l'énergie[63]
- Centre d'acoustique et de vibration (CAV) : un groupe de neuf laboratoires effectuant des recherches interdisciplinaires dans des domaines tels que le contrôle actif et passif des vibrations, les structures adaptatives, l'acoustique des giravions, l'acoustique sous-marine et le bruit et les vibrations induits par l'écoulement[64]
- Huck Institutes of the Life Sciences : un ensemble d'instituts et de centres d'excellence effectuant des recherches dans des domaines tels que l'écologie, la bioinformatique, la physiologie intégrative et biomédicale, les neurosciences, la génétique statistique et la biologie végétale, parmi de nombreux autres[65]
- Institute for Computational Science : une installation de calcul haute performance capable d'effectuer une simulation avancée, une modélisation statistique, une analyse de données, une exploration de données et une exploration de données[66]
- Institut de recherche sur les matériaux : un institut interdisciplinaire entreprenant des efforts de recherche sur les matériaux 2D (par exemple le graphène) et les revêtements, la fabrication additive, les matériaux humanitaires, l'électromagnétisme à l'échelle nanométrique, les nanofibres, les métamatériaux optiques et les couches minces piézoélectriques, entre autres[67]
- Penn State Institutes of Energy and the Environment : une unité interdisciplinaire concentrant les efforts de recherche sur l'approvisionnement énergétique futur (y compris la photoconversion solaire et l'énergie éolienne, ainsi que les effets économiques de la production d'énergie), les systèmes énergétiques intelligents, les effets de l'énergie sur la santé et l'environnement, les effets sur l'écosystème de l'énergie, des cycles de l'eau et biogéochimiques[68]

### Instituts
- Energy Engineering and Environmental Institute (E3I): se concentre sur des sujets tels que la purification de l'eau, les plateformes de télédétection pour les études environnementales, la production de biocarburants afin de promouvoir le développement de technologies durables[69]
- Institut d'ingénierie des installations : vise à faire progresser les objectifs d'ingénierie des installations grâce à la recherche appliquée et fournit des services d'ingénierie des installations et des programmes de formation, ainsi que des services de gestion de l'énergie à plusieurs agences de l'État de Pennsylvanie, au gouvernement fédéral et à plusieurs organisations à but non lucratif[70]
- Institut de recherche sur les réseaux et la sécurité (INSR) : offre une expertise dans les réseaux mobiles, la conception de protocoles, l'analyse des performances, la communication sans fil, les applications en réseau, la sécurité Internet, les systèmes d'exploitation sécurisés, les réseaux ad hoc sans fil sécurisés et les systèmes de télécommunication sécurisés[71]
- Institute for Natural Gas Research : une intégration de plus de deux douzaines de centres de recherche sur tous les campus de Penn State, axés sur la transition vers des approvisionnements énergétiques à faible émission de carbone grâce à des applications pétrolières et gazières non conventionnelles[72]
- Larson Transportation Institute : un centre de recherche sur les transports de premier plan hébergeant le Bus Research and Testing Center, le Center for Dirt and Gravel Road Studies et le Northeast Center of Excellence for Pavement Technology[73]

### Centres et laboratoires
- Center for Combustion, Power, and Propulsion : un centre international et collaboratif destiné à l'amélioration de la compréhension des principes fondamentaux de la combustion et à l'application de la science de la combustion aux techniques avancées, y compris la génération d'énergie avancée, les matériaux énergétiques et la modélisation de la dynamique moléculaire[74]
- Center for e-Design : une coalition conjointe composée de sept universités et de plusieurs organisations industrielles et gouvernementales, se concentrant sur la création de nouveaux outils de conception pour générer des produits de haute qualité à un coût réduit[75]
- Center for Health Organization Transformation : un centre de recherche coopératif financé par la National Science Foundation qui se concentre sur le soutien des innovations en matière de gestion des soins de santé, de clinique et de technologie de l'information[76]
- Centre de traitement de matériaux innovants par dépôt numérique direct (CIMP-3D) : destiné à l'avancement et au déploiement de la technologie de fabrication additive de systèmes de matériaux métalliques et avancés pour les composants et structures critiques[77]
- Centre de produits frittés innovants : un centre axé sur le développement de nouvelles technologies pour les matériaux frittés, les particules, les réfractaires et les matériaux durs[78]
- Center for Multiscale Wave-Materials Interactions : un centre multidisciplinaire axé sur les interactions de matériaux soumis à des longueurs d'onde individuelles et à des combinaisons d'ondes[79]
- Centre pour l'éducation et l'utilisation des nanotechnologies : un centre d'éducation technologique avancée financé par la NSF destiné à la recherche et au développement de la nanotechnologie, y compris l'incorporation de la nanotechnologie dans les applications éducatives et industrielles[80]
- Center for Neural Engineering : un centre de recherche interuniversitaire destiné au développement de la prochaine génération d'appareils médicaux intelligents pour les traitements cliniques des maladies du cerveau[81]
- Center for Service Enterprise Engineering : le premier centre universitaire américain entièrement destiné à l'étude et à la pratique de l'ingénierie des services, axé sur l'étude, la conception et la mise en œuvre de la gestion des revenus, de la planification des effectifs et de la gestion de la qualité des services ; le Centre se concentre principalement sur les secteurs de l'accueil, des loisirs, des transports, des télécommunications et de la sécurité[82]
- Laboratoire des communications et des sciences spatiales : centre de recherche interdisciplinaire axé sur les phénomènes électromagnétiques pour sonder la dynamique de l'atmosphère et de l'ionosphère, ainsi que sur l'étude des phénomènes électromagnétiques tels que la propagation et la diffusion des impulsions et la conception d'antennes[83]
- Centre de moteurs électrochimiques : axé sur la conduite de recherches fondamentales et appliquées sur les piles à combustible et les techniques avancées de batterie et de stockage d'énergie pour les dispositifs électrochimiques, y compris la propulsion électrique et la production d'énergie stationnaire, ainsi que l'électronique personnelle et portable[84]
- Laboratoire de combustion à haute pression : axé sur la conduite de recherches fondamentales et appliquées sur les propulseurs gazeux, solides, liquides et en gel pour les systèmes de propulsion de fusées et de canons, ainsi que sur la combustion des métaux et les combustibles solides pour les statoréacteurs et les systèmes de propulsion hybrides, ablation/érosion de la tuyère de fusée matériaux, isolants et matériaux de protection thermique[85]
- Centre de recherche sur le logement : destiné au service de l'industrie de la construction résidentielle grâce à l'amélioration de la qualité et de l'abordabilité des logements[86]
- Hydrogen Energy Center : un centre interdisciplinaire axé sur les techniques de production et de consommation à base d'hydrogène dans le but de promouvoir les efforts de production d'énergie durable centrés sur l'hydrogène, y compris la conversion des sources de biomasse en énergie et le développement de nouvelles techniques de stockage de l'hydrogène[87]
- Centre de l'environnement intérieur : axé sur la recherche interdisciplinaire dans les domaines de la qualité de l'air intérieur, de l'ingénierie aérobiologique, de l'acoustique et de l'éclairage dans un contexte durable[88]
- Laboratoire de conception de microsystèmes : axé sur le développement d'ordinateurs à usage spécial, d'outils d'automatisation de la conception, de gestion de l'alimentation de fuite, d'architectures informatiques intelligentes, d'informatique à très faible consommation, d'informatique de centre de données et de sécurité matérielle[89]
- Radiation Science and Engineering Center : créé pour gérer les installations de recherche nucléaire de l'université et pour fournir des installations d'analyse et d'essai nucléaires sûres à l'université, aux agences gouvernementales et aux entreprises[90]
- Centre d'excellence de recherche sur la portance verticale : l'un des trois centres d'excellence de recherche sur la portance verticale aux États-Unis, le VLRCOE s'engage dans des projets liés à l'avancement des aéronefs à voilure tournante, y compris la dynamique, l'aérodynamique, l'aéromécanique, l'acoustique, les commandes de vol, le givrage, le HUMS, structures intelligentes, matériaux avancés, contrôle actif du bruit et des vibrations, techniques de transmission et conception avancée d'avions[91]
- Laboratoire des communications et des réseaux sans fil : destiné à la recherche sur les techniques de communication sans fil, les réseaux sans fil et la théorie de l'information pour développer une technique de communication sans fil sécurisée, à haute capacité et à haute fiabilité[92]

## Anciens étudiants
L'école d'ingénieurs compte plus de 100 000 anciens élèves en génie vivants. La Penn State Engineering Alumni Society (PSEAS) est le plus ancien groupe d'anciens élèves actifs de la Pennsylvania State University. Les anciens élèves notables comprennent :
- Benson L. Dutton (1933, génie civil), le premier Afro-Américain diplômé du Penn State's College of Engineering[93].

- William E. Deifenderfer (1938, génie mécanique), vice-président principal de United Technologies[94].
- Stephen Lawroski (1939 MS, 1943 Ph.D., génie chimique), ancien ingénieur chimiste du projet Manhattan et participant au programme Atoms for Peace. Nommé au comité consultatif général de la Commission de l'énergie atomique par le président Lyndon B. Johnson en 1964, il siège également au comité consultatif sur les sauvegardes des réacteurs avant de prendre sa retraite comme directeur associé du Laboratoire national d'Argonne[95].

- Benjamin Paul Blasingame (1940), directeur de Delco Electronics et colonel de l'armée de l'air qui a travaillé dans des équipes d'ingénieries et de recherche au Pentagone plaidant pour le développement du turboréacteur à double flux, et a été directeur de l'orientation dans le programme de développement de missiles de l'armée de l'air. Sa carrière comprenait le développement de systèmes de guidage de fusées d'appoint, de systèmes de tir gyrostabilisés et de systèmes de navigation inertielle pour les avions de ligne commerciaux et les transports militaires, et a reçu une médaille du ministère de la Défense pour la fonction publique distinguée, une médaille de la fonction publique exceptionnelle de la NASA, la Legion of Merit, une Commendation Medal présidentielle, et est membre du Temple de la renommée de l'aviation nationale[96].

- David E. Pergrin (1940, génie civil), commandant du 291e bataillon de combat du génie qui a servi dans la bataille des Ardennes et la bataille de Remagen pendant la Seconde Guerre mondiale.
- Jacob M. Geist (1942 MS, génie chimique), un contributeur majeur à la sécurité des procédés cryogéniques pour le gaz naturel liquéfié[97].
- Karl H. Norris (1942, génie agricole), dont les travaux ont contribué à la découverte du phytochrome[98].
- Max S. Peters (1942 BS, 1947 MS, 1949 Ph.D., génie chimique), intronisé à la National Academy of Engineering et chercheur de premier plan sur la pollution de l'air dont les études ont conduit au développement du convertisseur catalytique[99].
- Donald RF Harleman (1943, Génie civil), expert internationalement reconnu de la qualité de l'eau et du traitement des déchets qui a dirigé les efforts de nettoyage des ports dans de nombreux pays du monde.
- Lee Strohl Gaumer, Jr. (1948, génie chimique), ancien directeur technique d'Air Products et responsable de la liquéfaction de l'hydrogène pour les programmes Apollo et Space Shuttle. Gaumer a également travaillé sur le projet Manhattan et au champ de tir de White Sands alors qu'il servait dans l'armée. Gaumer a également reçu de nombreux prix au cours de sa carrière, dont le Distinguished Engineers Award (National Society of Professional Engineers) et l'Apollo Achievement Award (NASA), et a été membre de l'American Institute of Chemical Engineers et membre de la Académie nationale d'ingénierie[100].
- Harry Lawroski (1950 BS, 1956 MS, 1959 Ph.D., génie chimique), ancien président de l'American Nuclear Society[101].

- Russel H. Herman, Jr. (1951, génie chimique), ancien président et chef de la direction d'Esso Eastern, une société d'Exxon, et ancien vice-président exécutif d'Esso Europe[102].
- John H. Sinfelt (1951 BS, 1953 MS, 1954 Ph.D., génie chimique), dont les recherches sur le reformage catalytique ont conduit au développement de l'essence sans plomb.
- William L. Weiss (1951, génie industriel), ancien président-directeur général d'Ameritech, l'un des Baby Bells formé après la cession d'AT&T en 1984[103].

- Thomas D. Larson (1952 BS, 1959 MS, 1962 Ph.D., génie civil), ancien secrétaire aux transports de Pennsylvanie, ancien administrateur de la Federal Highway Administration et directeur du Pennsylvania Transportation and Safety Center[104].
- John C. Villforth (1952 BS, 1954 MS, génie sanitaire), ingénieur en chef du US Public Health Service Commissioned Corps[105].

- Lincoln A. Warrell (1953, génie chimique), propriétaire de plusieurs entreprises de confiserie et intronisé au Candy Hall of Fame[106] :

- Paul J. Weitz, Jr. (1954, génie aérospatial), pilote d'essai naval, astronaute de la NASA et commandant de STS-6, le vol inaugural de la navette spatiale Challenger.
- Frank Gabron (1955 MS, génie mécanique), ingénieur principal de recherche en combustion chez United Technologies Corporation et responsable du développement initial de la technique de combustion utilisée dans le moteur-fusée RL-10. Gabron a également remporté un NASA Achievement Award pour son travail sur le développement d'équipements utilisés lors des vols spatiaux d'Apollo 11[107] :
- Albertus D. Welliver (1956, génie mécanique), ancien vice-président de Boeing et directeur de l'avion de ligne Boeing 777[108].
- James E. Marley (1957, Aerospace Engineering), ancien PDG d'AMP Industrial avant son acquisition par Tyco International, aujourd'hui TE Connectivity.
- Ted T. Szabo (1958 Ph.D., génie chimique), survivant d'Auschwitz et président de division d'Union Carbide Corporation[109].
- John J. Yeosock (1959, génie industriel), lieutenant général de l'armée américaine et commandant de la 3e armée américaine lors de l'opération Desert Shield et de l'opération Tempête du désert.
- Gerard M. Faeth (1961 MS, 1964 Ph.D., génie mécanique), chercheur principal pour de nombreuses expériences de combustion sur les missions de la navette spatiale, auteur de plus de 230 articles de revues et 200 articles de conférence, et présentateur de plus de 200 conférences invitées[110].
- Guion Bluford (1964, génie aérospatial), colonel de l'USAF, ancien astronaute de la NASA et premier Afro-Américain dans l'espace.
- Harold W. Gehman, Jr. (1965, génie industriel) a été commandant en chef du Commandement des forces interarmées des États-Unis et commandant suprême allié de l'OTAN, Atlantique jusqu'à sa retraite en 2000. En 2003, il a été nommé à la tête de l'enquête sur la catastrophe de la navette spatiale Columbia[111].
- Thomas A. Bathgate (1970, génie architectural), président et chef de la direction de PWI Engineering et chef de file des efforts d'ingénierie durable et de conservation de l'énergie pour les complexes de bâtiments depuis 1973[112].

- Gregory Lucier (1986, Génie industriel), président-directeur général d'Invitrogen[113].
- Mark Alpert (1980, génie environnemental), président de Integrated Delivery Solutions[114].

Parmi les anciens professeurs figurent Amos E. Neyhart, pionnier de l'éducation à la sécurité routière et créateur des premiers cours de conduite aux États-Unis en 1933. Inyong Ham, professeur à Penn State (1958-1995) et boursier de l'IIE, était connu pour son développement de la technologie de groupe et ses recherches sur l'utilisation des ordinateurs dans la fabrication et la planification des processus.

## Débuts
- Accrédité pour la première fois en 1936, le programme d'ingénierie architecturale de Penn State est le plus ancien programme d'études accrédité en continu du pays dans ce domaine.
- En 1923, le professeur Paul Schweitzer a lancé l'un des premiers programmes de recherche systématique en génie diesel aux États-Unis.
- En 1909, le premier département universitaire de génie industriel et le premier programme de baccalauréat du pays ont été créés à Penn State.
- En 1960, Penn State a établi le premier programme national de technologie de l'état solide et en 1962 a créé le laboratoire de recherche interdisciplinaire sur les matériaux.
- En 1965, Barnes W. McCormick, ingénieur de Penn State Aerospace, a dirigé une équipe de recherche qui a effectué les premières mesures de turbulence de sillage derrière un avion à grande échelle[117].